# Taula amb la Mare de Déu i quatre àngels
La Taula amb la Mare de Déu i quatre àngels és una taula de Pere Garcia de Benavarri pintada als voltants de 1470 i procedent de l'església parroquial de l'Assumpció de Bellcaire d'Urgell (Noguera) que actualment forma part de la col·lecció permanent del Museu Nacional d'Art de Catalunya.

## Descripció
Aquesta pintura, possible compartiment central d'un retaule d'advocació mariana, és un dels testimonis més reeixits de la pintura de Benavarri. La composició és centrada per la imatge entronitzada de Maria i el seu Fill, envoltats de dos àngels músics i dos éssers angèlics més que els ofereixen raïm i peres, fruits al·lusius a la sang i al sacrifici de Crist a la Creu, el primer, i a l'esperança en la salvació, el segon. També són peres el que duu a la mà Maria a la Taula de la Mare de Déu Apocalíptica i sant Vicenç Ferrer, de les quals s'infereix un missatge d'esperança. Aquesta composició també va ser pintada per Pere Garcia de Benavarri i es conserva al museu.
Pere Garcia de Benavarri es degué formar prop del pintor aragonès Blasco de Grañén, al costat del qual apareix documentat a Saragossa entre els anys 1445 i 1447. Dos anys més tard, ja consta que contracta obra per compte propi, mentre que el seu trasllat a Benavarri sembla que es produeix cap al 1452, on residirà fins al 1455, moment en què s'estableix a Barcelona, contractat per la vídua de Bernat Martorell i el seu fill.
La llegenda que figura als peus del setial de la Mare de Déu informa del nom de l'autor: PERE GARCIA DE BENAVARRE MA PINTAT ANY 14. La desaparició de la data en què va ser duta a terme l'obra ha donat lloc a diverses propostes: la major part d'estudiosos la situen cap al 1470, però d'altres són partidaris de datar-la abans del viatge de l'artista a Barcelona.